# Cephalotes quadratus
Cephalotes quadratus is een mierensoort uit de onderfamilie van de Myrmicinae. De wetenschappelijke naam van de soort is voor het eerst geldig gepubliceerd in 1868 door Mayr.